# Crinometra brevipinna
Genre
Espèce
Crinometra brevipinna est une espèce de crinoïdes de la famille des Charitometridae, la seule du genre Crinometra.

## Habitat et répartition
On trouve cette espèce aux Caraïbes, entre 139 et 707 m de profondeur.